# 화요청백전
《화요청백전》은 대한민국의 TV조선에서 방송되었던 텔레비전 예능 프로그램이다. 시청률이 높아졌으나, 방송 2개월만에 종영하였다.

## 기획 의도
미스트롯 2의 주역들과 다양한 분야의 게스트들이 청백전 구도로 대결을 펼치는 팀 버라이어티 게임 쇼다.

## 방송 일정
| 방송 채널 | 방송 기간                         | 방송 시간                              | 비고 |
| --------- | --------------------------------- | -------------------------------------- | ---- |
| TV 조선   | 2021년 4월 27일 ~ 2021년 6월 22일 | 매주 화요일 밤 10시 ~ 수요일 새벽 12시 |      |

## 이전 출연진

### 고정 MC
- 이휘재
- 이찬원

### 청팀 출연진
- 박명수
- 양지은
- 별사랑[1]
- 은가은

### 백팀 출연진
- 홍현희[2]
- 홍지윤
- 김의영

## 편성 변경 사유

### 2021년
- 6월 15일 : 대한민국 VS 가나 (2차전) 축구 경기 방송으로 1시간 늦은 11시에 방송하였다.[3]

## 같이 보기
- 우리동네 예체능 (KBS2)
- 출발 드림팀 (KBS2)
- MBC 일요큰잔치 (MBC)
- 쾌락대본영 (후난위성텔레비전)